# 1065
Évszázadok: 10. század – 11. század – 12. század
Évtizedek: 1010-es évek – 1020-as évek – 1030-as évek – 1040-es évek – 1050-es évek – 1060-as évek – 1070-es évek – 1080-as évek – 1090-es évek – 1100-as évek – 1110-es évek
Évek: 1060 – 1061 – 1062 – 1063 –  1064 – 1065 – 1066 – 1067 – 1068 – 1069 – 1070

## Események
- Kínában a köztisztviselőknek elrendelik a felvételi vizsgát.
- VI. Alfonz leóni király trónra lépése (1109-ig uralkodik).
- december 27. – II. Sancho kasztíliai király trónra lépése (1072-ig uralkodik).
- december 28. – A Westminsteri apátság felszentelése.

## Halálozások
- I. Ferdinánd Kasztília és León királya (* 1016)
- május 7. – Gizella királyné, I. István felesége